# Thảm sát tại cầu Ác

Vị trí cầu Ác thuộc địa bàn xã Việt Hồng

Thảm sát tại Cầu Ác là vụ thảm sát đẫm máu của Thực dân Pháp gây ra tại cầu Ác thuộc địa phận thôn Cổ Chẩm, xã Việt Hồng, huyện Thanh Hà, tỉnh Hải Dương trong thời gian diễn ra chiến tranh Đông Dương, làm chết hơn 100 dân thường.

## Nguyên nhân
Cuối năm 1951, một nhóm du kích ở huyện Thanh Hà cho nổ mìn vào một trại quân đội của Pháp làm tiêu hao một số lính. Ngay sau đó, Pháp tổ chức càn quét lực lượng du kích hướng từ cầu Lai Vu tới khu Hà Đông của huyện Thanh Hà. Đến cuối thôn Cổ Chẩm thuộc địa phận xã Việt Hồng, ngay chân một cây cầu, quân Pháp lập bốt nhằm cô lập quân du kích với người dân.

## Hình thức thảm sát
Quá trình càn quét, quân Pháp đốt phá nhà cửa, cướp bóc, cưỡng bức phụ nữ... và dùng thủ đoạn dã man nhất là thảm sát dân thường bằng hình thức chặt đầu, thả xác trôi sông ngay trên thành cầu. Đối với những người nghi là du kích, quân Pháp tra tấn bằng các hình thức như: dùng kim gắn lông gà đâm vào 10 đầu ngón tay rồi bắt quạt, mổ bụng, chặt đầu phanh xác...

## Chứng tích
Ngày nay, cây cầu nơi diễn ra vụ thảm sát có tên gọi là cầu Ác, ngay cạnh cây cầu vẫn còn đó một lô cốt do Pháp xây dựng, một bia căm thù mang dòng chữ “Thù ngàn đời, ngàn kiếp không quên”. Bên cạnh đó, ở Việt Hồng vẫn còn một số nhân chứng sống cao tuổi chứng kiến toàn bộ vụ thảm sát này.

## Bài liên quan
- xã Việt Hồng, Thanh Hà